# Maria Antonia Scalera Stellini

« Se 'l mio Canto havrà propizia sorte
Io saprò soggiogar Marte ed Astrea,
Vincer il Tempo e incatenar la Morte. »

— Li divertimenti poetici, Proemio
Maria Antonia Scalera Stellini (née en 1634 à Acquaviva delle Fonti, dans l'actuelle province de Bari, dans la région des Pouilles - morte le 21 octobre 1704 à Ariccia) était une poétesse italienne du XVIIe siècle.

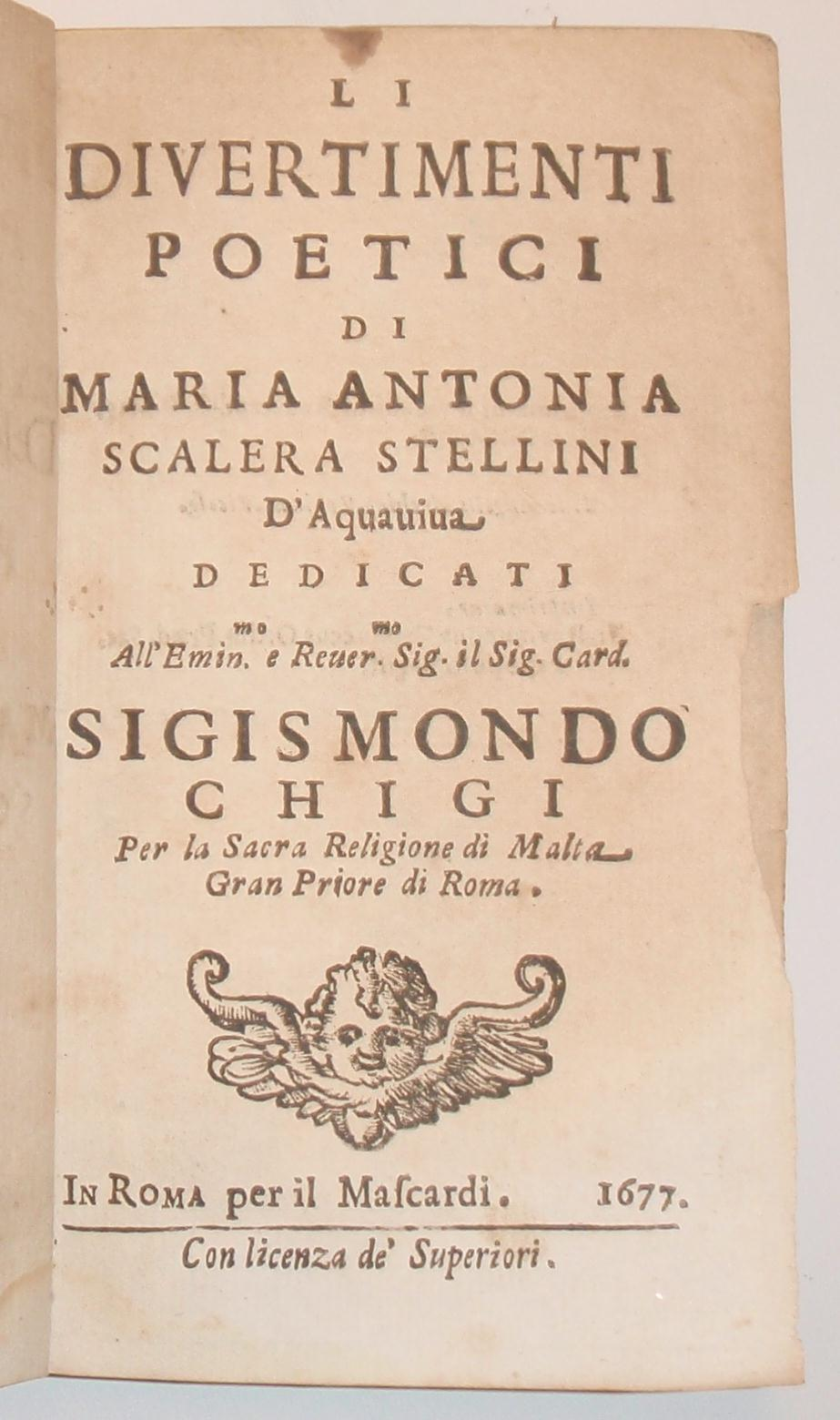
La première édition de l'ouvrage Li divertimenti poetici par Maria Antonia Scalera Stellini, publié à Rome en 1677.

## Biographie
Maria Antonia Scalera était la fille d'un forgeron des Pouilles. Dès son plus jeune âge, elle manifeste une véritable passion pour l'étude de la littérature mais, à l'âge de quatorze ans, elle décide d'entrer au couvent pour éprouver sa foi catholique au monastère de Santa Chiara.
Elle fut membre de l'Académie d'Arcadie, fondée à Rome, en 1690, par des poètes qui avaient appartenu à l’entourage de la reine Christine de Suède, sous le pseudonyme d'Aricia Gnateaide, où elle habitait en 1674, après le mariage avec Silvestro Stellini, préposé au vestiaire du prince Agostino Chigi.
Elle a écrit en 1667 à Rome, Li divertimenti poetici, dédiés au cardinal Sigismondo Chigi.